# Assocreation
Assocreation ist eine Gruppe bildender Künstler. Sie wurde 1997 in Wien gegründet und beschäftigt sich in ihren Werken mit der haptischen Wahrnehmung und einer bewussten, zeitlichen Bewegung im Raum. Um den Erkenntnisgewinn bei Bewegung und der taktilen Erfahrung zu vermitteln, arbeitet Assocreation hauptsächlich an interaktiven Installationen und Happenings im öffentlichen Raum. Dem (Fuß-)Boden kommt in ihren Werken eine bedeutende Rolle zu.

## Wirken

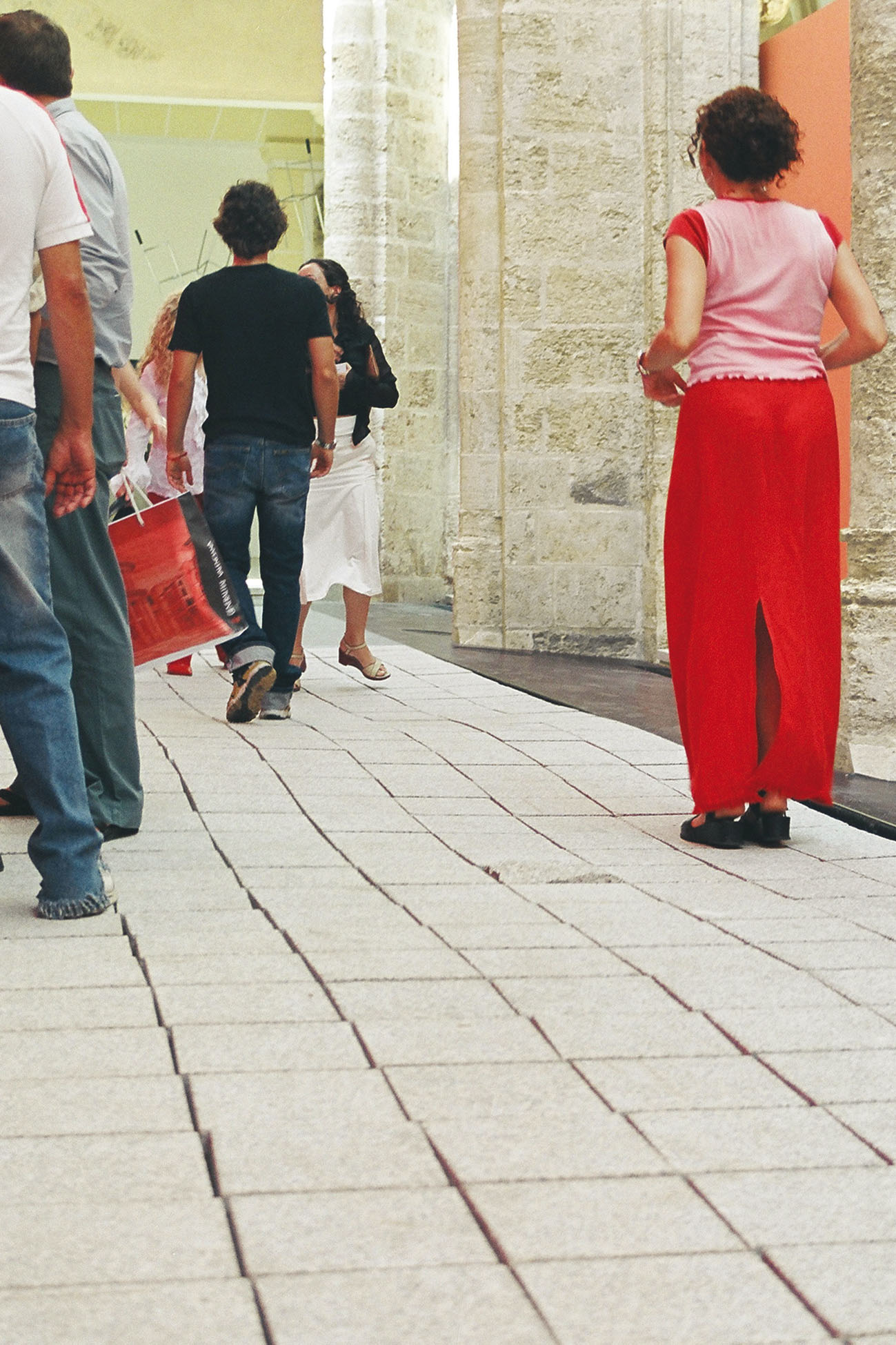
Common Ground – Departamento de Danza. Interaktive Installation, 2003. Gruppenausstellung „La Ciudad Ideal“, 2a Bienal de Valencia. Convento del Carmen, Valencia (ES). Foto: Assocreation

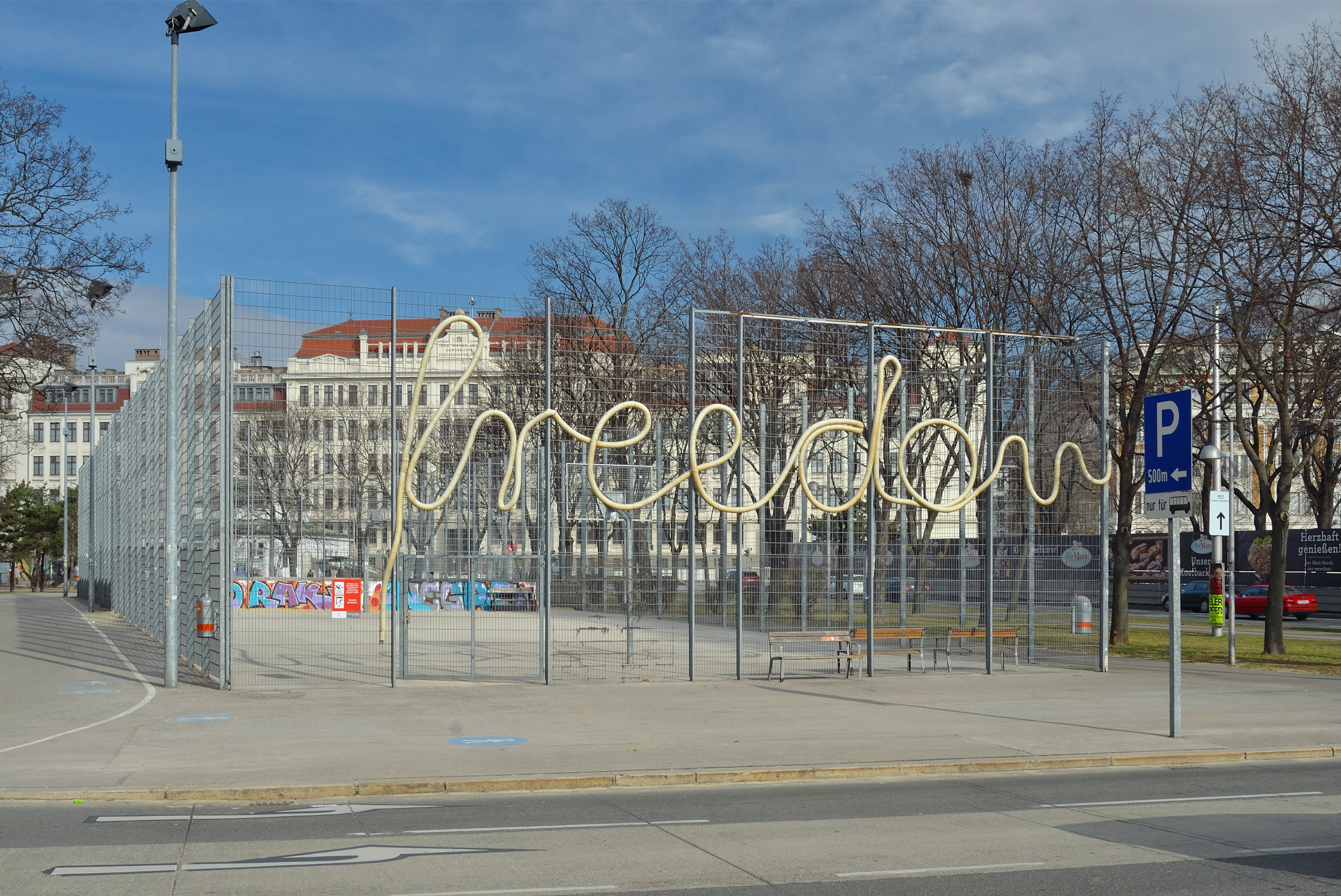
freedom am Gaudenzdorfer Gürtel in Wien

Das Werk der anonym agierenden, und sich als ein Individuum verstehenden Künstler von Assocreation umfasst eine Reihe von körperbezogenen Arbeiten vor allem bei Festivals wie der Ars Electronica in Linz, der Biennal de Valencia oder der MachineRaum Biennale in Vejle, Dänemark.
Ihren ersten internationalen Auftritt hatte die Gruppe im Jahr 1999 im Rahmen des Ars Electronica Festivals Life Science mit der interaktiven, telematischen Installation Bump bei der zwei miteinander gekoppelte Gehsteige im öffentlichen Raum in Linz und in Budapest aufgestellt wurden. Betritt jemand einen dieser Gehsteige, löst er mit jedem Schritt durch sein Eigengewicht einen Impuls aus, der mittels Datenleitung in die andere Stadt übertragen wird. Dort heben sich die entsprechenden Bretter, und damit auch die am Gehsteig befindlichen Passanten um einige Zentimeter – und umgekehrt. Diese Installation ist im Oktober 2010 im Rahmen von Istanbul 2010 – Kulturhauptstadt Europas in Europa und Asien vertreten.
Im Jahr 2003 wurde das Folgeprojekt Common Ground bei der Biennal de Valencia, in der von Will Alsop kuratierten Ausstellung Department Store gezeigt. Diese Installation besteht aus einem granitgepflasterten Boden, der auf Druckfedern gelagert, in eine urbane Platzsituation integriert ist. Jeder Schritt darauf löst eine Welle aus, die sich über das Granitsteinpflaster ausbreitet und andere Passanten erfasst. Wie bei Bump verwandelt Common Ground den festen Boden in eine bewegliche Membran.
In ihren Public Hangings: wurde 2005 den Betrachtern die Erfahrung geboten am Kragen eines Business-Anzuges an einem Ort aufgehängt zu werden, an dem sonst totes Fleisch transportiert wird.
Es folgten bis 2006 kleinerer Projekte, wie z. B. Pink Prints oder die Freedom Schriftzüge, die mit gelbem Drainagerohr – als 3D-Graffiti – auf verschiedenen Basketballkäfigen in Wien angebracht wurden. In dieser Zeit wurden die, auf den öffentlichen Raum spezialisierten Assocreation erstmals zu einer Ausstellung in einer Galerie eingeladen. Für die Beteiligung an der Gruppenausstellung Knock Knock Picnic in der New Yorker Galerie Jack The Pelican Presents kreierten sie die Installation Red Carpet, einen roten Läufer, der aus miteinander flexibel verbundenen Köpfen von Straßenbesen bestand. Diese Installation wurde auch 2007 im beim europäischen Kunstfestival Europalia 07 in der Gruppenausstellung Agorafolly gezeigt.
Aktuell beschäftigen sich Assocreation mit ihrem 2006 initiierten Projekt Moon Ride, das im selben Jahr noch beim Ars Electronica Festival Simplicity und 2007 bei der MachineRaum Biennale für Medienkunst in Vejle (DK) gezeigt wurde. Dabei klinken sich Teilnehmer an dem Happening mit ihren Fahrrädern in bereitstehende, zu Generatoren umgebaute Fahrradtrainer ein. Jeder Tritt in die Pedale generiert elektrischen Strom, der einen am Nachthimmel schwebenden Lichtballon – je nach Tretfrequenz – unterschiedlich hell zum Leuchten bringt. Moon Ride spielt mit der Fiktion einer Welt, auf der es auch in der Nacht kein Licht ohne Menschenkraft gibt – nicht einmal das Mondlicht. Diese Installation ist im Oktober 2010 bei dem vom Museum Moderner Kunst in Warschau kuratierten Festival Warsaw under Construction vertreten.

## Ausstellungen
- 1997: Windows 97. Installation. Straßenbahnstation Schottentor, Wien
- 1999: Bump – Linz/Budapest. Telematische Installation. Gruppenausstellung „Life Science“, Ars Electronica Festival. Hauptstraße Linz und Liszt Ferenc tér, Budapest
- 2003: Common Ground – Departamento de Danza. Interaktive Installation. Gruppenausstellung „La Ciudad Ideal“, 2a Bienal de Valencia. Convento del Carmen, Valencia; Pink Prints – shoe diploma. Performance und Objekt. Künstlerhaus und Österreichische Nationalbibliothek, Wien
- 2004: A Public Hanging. Installation und Happening. Atelier Assocreation, Wien; Airlines. Installation. Gruppenausstellung „Niemandsland“, Künstlerhaus Wien
- 2005: A Public Hanging. Happening. Atlas Meats, Meatpacking District, Manhattan, New York; Real Estate – Vienna. Performance. Laxenburger Straße, Simmeringer Hauptstraße und Eckartsaugasse, Wien
- 2006: Moon Ride. Interaktive Installation. Gruppenausstellung „Simplicity“, Ars Electronica Festival. Hauptplatz, Linz (auch 2007: Machine-RAUM Biennale For Video Art And Digital Culture. Kirkegade und Foren Møllen, Vejle); Red Carpet. Installation. Gruppenausstellung „Knock Knock Picnic“, Galerie Jack The Pelican Presents. Driggs Av., Williamsburg, Brooklyn, New York City, NY (US) (auch 2007: „Agorafolly artist trail“, Europalia 07. Place des Palais/Paleizenplein, Brüssel)
- 2007: Bump – Gijón / Oviedo. Telematische Installation. Gruppenausstellung „playware“. Laboral, Centro de arte y creación, Gijón/Stadtzentrum, Oviedo; Freedom. Installation. Basketballkäfig, Richard-Waldemar-Park, Wien
- 2009: Fieldwork. Installation. Einzelausstellung „taste it!“. Künstlerhaus, Wien
- 2010: Moon Ride. Interaktive Installation. Gruppenausstellung „Warsaw Under Construction“, Muzeum Sztuki Nowoczesnej / Museum of Modern Art. Warschau; Bump – Asia/Europe. Telematische Installation. Istanbul 2010 – Kulturhauptstadt Europas. Üsküdar IDO, Istanbul/Eminönü IDO, Istanbul; Pink Prints. Objekt. Gruppenausstellung „Cim Nekül“. Sammlung Wenzl. Institut Français, Budapest